# Вулиця Академіка Писаржевського
Ву́лиця Акаде́міка Писарже́вського — вулиця в Голосіївському районі міста Києва, місцевість Саперна слобідка. Пролягає від проспекту Науки до кінця забудови (поблизу Бузької вулиці).

## Історія
Вулиця виникла на початку 60-х років XX століття, мала назву Нова́. Сучасна назва на честь українського вченого-хіміка академіка Л. В. Писаржевського — з 1961 року.